# Рубик
Вижте пояснителната страница за други значения на Рубик.
Рубик (на албански: Rubiku) e град в Албания.
Населението му е 4454 жители (2011). Намира се в часова зона UTC+1. Пощенският му код е 4603, а телефонният – 0284. МПС кодът му е MR.